# Incydent w Busha

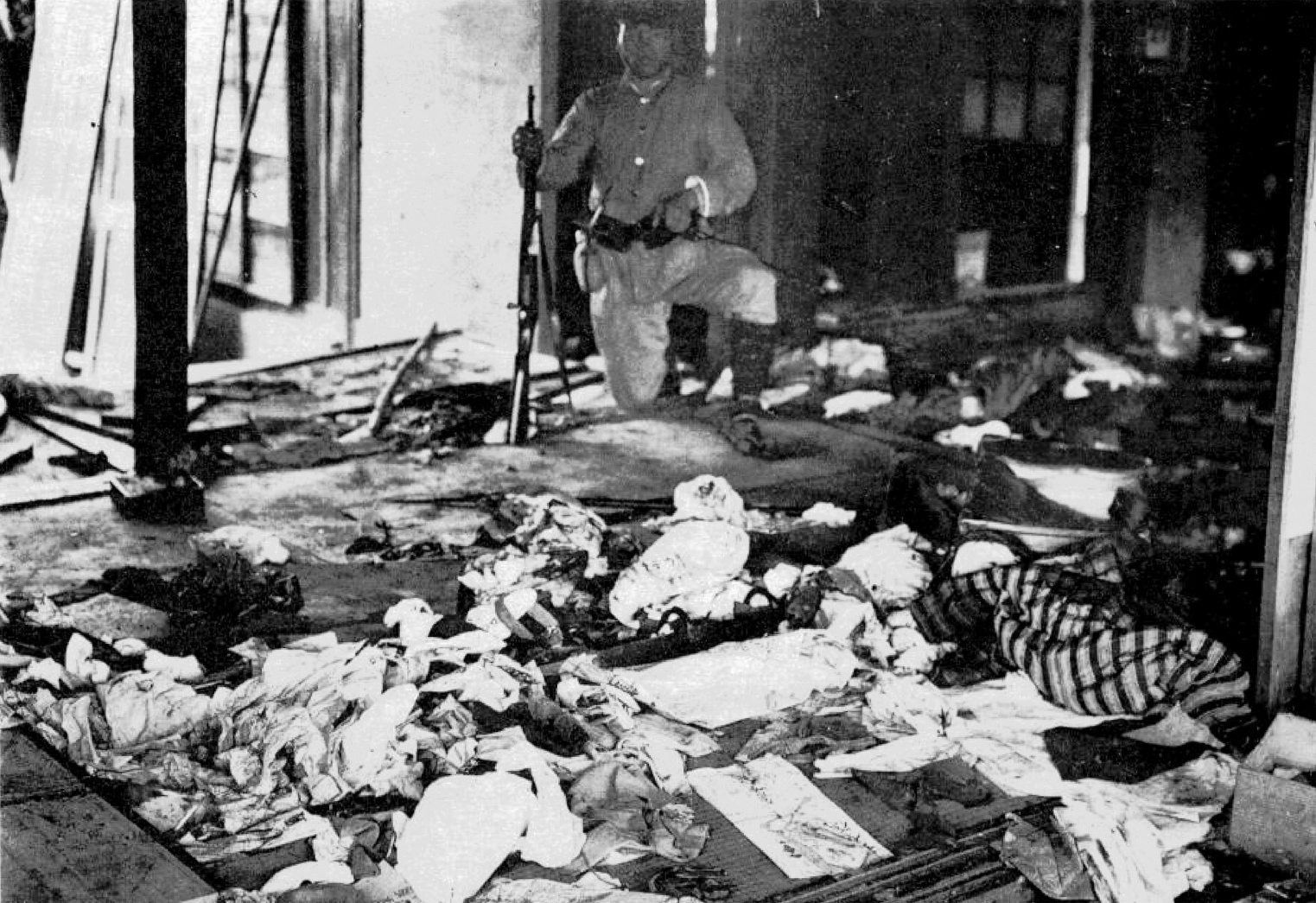
Zdjęcie zrobione tuż po ataku

Incydent w Busha (chiń. 霧社事件 Wùshè Shìjiàn; tajw. 霧社事件 Bū-siā Sū-kiāⁿ; jap. 霧社事件 Musha Jiken) – atak uzbrojonego oddziału Aborygenów tajwańskich z plemienia Seediq, przeprowadzony podczas zawodów szkolnych w miejscowości Busha (powiat Nantou) 27 października 1930 roku. Było to największe zbrojne wystąpienie rdzennej ludności Tajwanu przeciwko polityce asymilacji prowadzonej przez japońskie władze.
Bezpośrednią przyczyną incydentu były wydarzenia, które rozegrały się na kilka dni wcześniej podczas wesela wyprawionego przez wodza plemienia Seediq Mouna Rudao dla jego syna Daho Mouna. Pan młody zaprosił jako gościa odbywającego w okolicy patrol japońskiego policjanta i poczęstował go winem. Japończyk odmówił przyjęcia ofiarowanego mu naczynia, gdyż ręce Daho Mouna ubrudzone były krwią złożonej przed chwilą w ofierze krowy. Ponieważ odmowa była dla pana młodego obelgą, Daho Mouna zaczął nagabywać policjanta, by ten został i w konsekwencji został uderzony przez niego pałką. W odpowiedzi weselnicy rzucili się na policjanta i poważnie go poturbowali. Na drugi dzień Daho Mouna próbował załagodzić sprawę, jednak policjant odrzucił przeprosiny i zapowiedział złożenie doniesienia odpowiednim władzom. Ponieważ napaść na funkcjonariusza japońskiej policji była traktowana jako ciężkie przestępstwo, obawiający się represji wobec plemienia Mouna Rudao podjął decyzję o uprzedzającym napadzie na Japończyków.
27 października 1930 roku członkowie plemienia Seediq dokonali napaści na zebranych podczas zawodów sportowych w szkole w Busha, zabijając 132 Japończyków oraz przypadkowo dwóch Tajwańczyków; ponadto rannych zostało 215 osób. W wyniku zastosowanych przez władze represji (do walki z Aborygenami skierowano ok. 3000 żołnierzy, użyto między innymi gazów bojowych, doszło także do bombardowań terenów, na których ukrywali się uczestnicy zrywu) zginęło 276 Gaoszanów. Doszło również do przymusowych przesiedleń.
Podobne wydarzenie (z kwietnia 1931) jest znane jako II incydent w Busha.
W 2011 roku na podstawie wydarzeń w Busha powstał tajwański film Seediq Bale (賽德克巴萊, Sàidékè Balái), w reżyserii Wei Te-Shenga.